# 红岩鹨
红岩鹨（学名：Prunella rubida）是岩鹨科的一个物种，分布于日本及库页岛。其栖息在温带的山地森林。